# Evergestis obsoletalis
Evergestis obsoletalis là một loài bướm đêm trong họ Crambidae.